# Keep It Dark
Keep It Dark è un singolo del gruppo musicale britannico Genesis pubblicato il 23 ottobre 1981 ed estratto dall'album Abacab.

## Descrizione
Il testo racconta apparentemente un rapimento a lieto fine. Nella realtà, il protagonista è stato rapito dagli alieni, ma non può dire la verità perché sa che nessuno gli crederebbe. Nel videoclip della canzone, i tre componenti del gruppo, nel ritornello, simulano i gesti delle tre scimmie (non vedo, non sento, non parlo).

## Classifiche
| Classifica (1981) | Posizione massima |
| ----------------- | ----------------- |
| Regno Unito       | 33                |

## Cover
Una cover di questa canzone è stata registrata da Simon Collins, figlio di Phil, nel 2007.